# 高山花布
高山花布(Gao Shan fancy cloth)，是台灣原住民特有的色織布。以有色苧麻、棉、毛這些天然紡織原料，用織布機手工引緯織成。

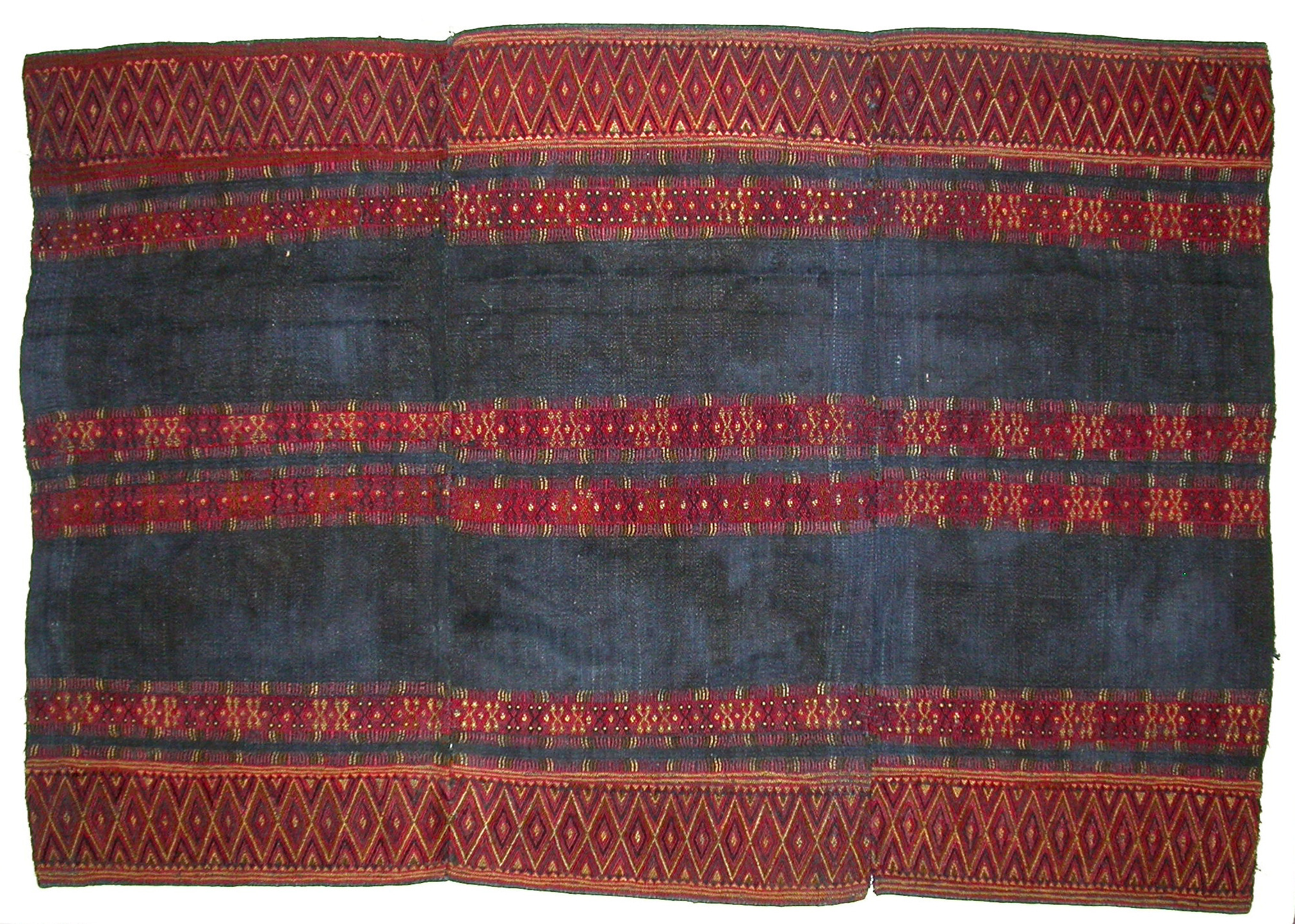
排灣族的喪巾布

## 描述
布面花紋常見有鋸齒形、橫條紋、三角形等，多為色彩濃艷的紅、黃、青藍等色彩，有濃厚的民族風格。織成的花布常再刺繡花紋，男子的胸衣常以白色麻布為底，用色彩線挑織圖案或線條花紋，常見的顏色包括黃、褐、黑、綠等。高山花布的挑織法是在布面經線上劃分成長條，再用彩色線沿緯線挑織，最常見到的是平行直線、波浪花紋、折線花紋、菱形紋、方形紋等。較少見有寫實性花紋。